# رأس الواد
رأس الواد قرية مغربية شمال المملكة، تنتمي إلى إقليم تاونات، شمالي مدينة فاس، تضم بلدة رأس الواد 15.949 نسمة (إحصاء 2004). يوم الأحد هو سوق أسبوعي ومن أهم الدواور دوار عين الخادم.